# Marzy
Marzy is een gemeente in het Franse departement Nièvre (regio Bourgogne-Franche-Comté). De gemeente telde 3.650 inwoners op 1 januari 2022. De plaats maakt deel uit van het arrondissement Nevers.
De romaanse dorpskerk dateert uit de 12e eeuw. Het Musée municipal Gautron du Coudray is een gemeentelijk museum omtrent de plaatselijke geschiedenis en is gevestigd in de vroegere pastorij.

## Geschiedenis
Al van in de oudheid worden er wijndruiven geteeld in Marzy. In de middeleeuwen was een groot deel van de gronden in eigendom van de kloosters en hospitalen van Nevers. Een groot deel van de wijnbouw verdween aan het einde van de 19e eeuw door de druifluis.
De gemeente verloor in 1855 een deel van haar territorium bij de oprichting van de nieuwe gemeente Fourchambault.

## Geografie
De oppervlakte van Marzy bedroeg op 1 januari 2022 24,41 vierkante kilometer; de bevolkingsdichtheid was toen 149,5 inwoners per km². De gemeente ligt bij de samenvloeiing van de Allier en de Loire, de zogenaamde Bec d’Allier. Dit is een kalkstenen plateau.
De onderstaande kaart toont de ligging van Marzy met de belangrijkste infrastructuur en aangrenzende gemeenten.

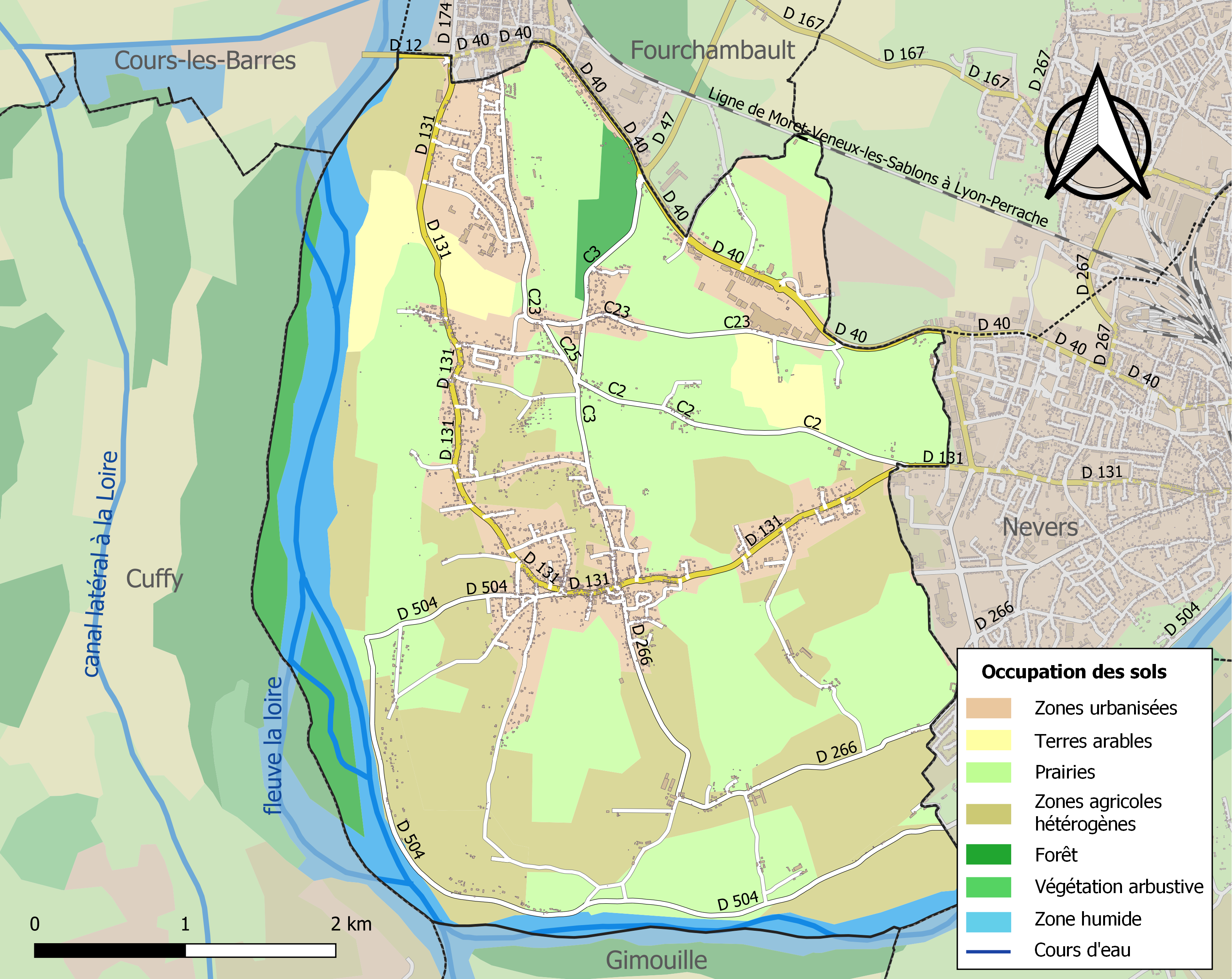

## Demografie
Onderstaande figuur toont het verloop van het inwonertal (bron: INSEE-tellingen).